# 포화 흡수 분광학
원자 물리학에서 포화 흡수 분광 이나 도플러 제거 분광학은 바닥상태와 광학적으로 들뜬 상태의 원자의 전이 진동수를 정확하게 결정하게 해주는 방법이다. 진동수가 결정되는 것에 관한 정확성은 흥분 상태의 너비에 의해 제한된다. 일반적으로 실온에 있는 원자 기체의 진동수 분포는 도플러 효과 때문에 매우 넓게 측정된다. 포화 흡수 분광학은 원자 수준에서의 샘플을 도플러 선폭증대 효과가 더 이상 영향을 못하는 온도까지 냉각시키지 않고도 정확한 분광학을 할 수 있게 해준다. 포화 흡수 분광학은 또한 레이저의 진동수를 원자 전이의 정확한 파장에 고정하는데 사용된다.

## 원자 흡수 스펙트럼의 도플러 선폭증대 효과
전자기장에서 상호작용하는 원자의 설명에 따르면, 원자에 의한 빛의 흡수는 흔히 있는 광자의 진동수에 달려있다. 실온의 원자 수증기는 속도의 분포는 맥스웰 볼츠만 분포를 따른다.
{\displaystyle n(v)dv={\frac {Nm}{\sqrt {2\pi k_{B}T}}}e^{-{\frac {mv^{2}}{2k_{B}T}}}dv,}
{\displaystyle N} 원자의 수, {\displaystyle k_{B}} 은 볼츠만 상수, 그리고 {\displaystyle m} 은 원자의 질량이다. 도플러 효과 공식에 따르면 상대론적이지 않은 속도이다.
{\displaystyle \omega _{lab}=\omega _{0}\left(1\pm {\frac {v}{c}}\right),}
{\displaystyle \omega _{0}}은 원자의 공명 진동수이다.
{\displaystyle \Delta \omega _{lab}=\omega _{0}{\sqrt {\frac {8k_{B}T\ln 2}{mc^{2}}}}}
상온에서의 루비듐 원자에 해당한다.
{\displaystyle \Delta \omega _{lab}\approx 2\pi \cdot 500{\mbox{ MHz}}\gg \Gamma /2\approx 2\pi \cdot 3{\mbox{ MHz}}}
그리하여 원자의 수증기의 흡수의 최댓값을 조사하는데 어떠한 특별한 조작 없이, 측정의 불확실성은 도플러 선폭증대 효과에 의해 제한되지 근본적인 공명의 너비에 의해서는 제한되지 않는다.

## 포화 흡수 분광법의 원리
물리 실험에서 도플러 선폭증대 효과를 이겨내기 위해서 샘플을 밀리켈빈 온도까지 낮추는 것 없이, 고전적이지만 일반적인 방법이 사용된다. 비교적 높은 강도를 가진, 펌핑 광이라고 알려져 있는 레이저는 원자 증기를 통과하게 된다. 또 다른 반대 방향의 프로브 광이라고 알려져 있는 약한 빛은 또한 원자 증기를 같은 진동수로 통과하게 된다. 프로브 광의 흡수는 다양한 진동수로 광 다이오드에 기록된다.
두 빛이 같은 진동수임에도 불구하고 자연적인 열운동 때문에 그 둘은 다른 원자와 상호작용한다. 만약 빛들이 원자의 공명 진동수에 대해 적색 편이 되어있다면, 원자의 운동 방향과 반대 방향의 빛은 도플러 효과에 의해 적색 편이된 빛이 원자가 느끼기에 진동수가 더 높아지게 되고 흡수될 수 있다. 만약 빛이 청색 편이 되어있다면, 그 반대가 된다.

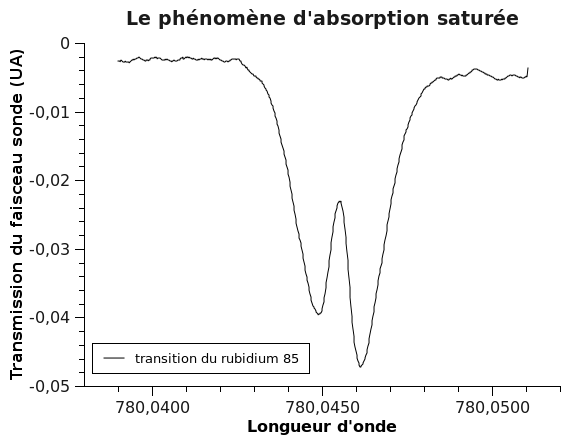
루비듐 85에서 광 다이오드에 기록되는 프로브 광 흡수그래프이다.

그러나, 만약 레이저가 거의 공명한다면 이 두 빛들은 속력 벡터가 레이저의 방향과 거의 수직을 이루는 원자들과 동시에 상호작용한다. 원자 전이의 비슷한 두 상태에서, 강한 펌핑 광은 많은 원자들을 흥분 상태로 만든다. ; 바닥 상태의 원자 수와 흥분 상태의 원자 수가 거의 같을 때, 전이는 포화된다고 말할 수 있다. 프로브 광으로부터 나오는 광자가 원자를 통과하고 프로브 광이 원자를 만난다면 원자가 흥분 상태에 이미 있을 확률이 높고 그리하여  유도 방출이 일어날 것이다. 그리고 레이저의 진동수가 원자의 공명 진동수 일 때,  흡수 그래프에서 조금 움푹 파인 부분이 각 원자 전이에서 관측될 것이다. (일반적으로 초미세 구조 ) 펌핑 광이 셀수록, 넓고 깊이 움푹 파인 부분이 생긴다. 완벽한 조건에서, 움푹 파인 부분의 너비는 자연 선폭에 근접할 수 있다.
두 상태 이상을 가지는 시스템에서 반대 방향으로 쏘아주는 방법에서 크로스오버 선이 생긴다. 두 전이가 하나의 도플러 선폭증대 효과에 의해 일어나고 모두 바닥 상태를 공유할 때, 정확히 두 전이 사이의 진동수에서 크로스 오버 피크가 나타날 수 있다. 펌핑광과 프로브 광을 둘 다 공명하는 것으로 보는 움직이는 원자들 때문에 이런 일이 발생하게 된다. 펌핑 광은 바닥 상태의 숫자를 줄이고 이 때문에 프로브 광은 펌핑 광 때문에 더 적은 숫자의 바닥 상태의 원자들을 만나게 된다. 그리고 프로브 광의 흡수는 줄어들게 된다. 이 크로스오버 피크는 종종 원래의 포화 흡수 피크보다 더 세다. .

## 실험의 구현
펌핑광과 프로브 광이 같은 정확한 진동수를 가져야 한다. 이러기 위한 가장 편리한 방법은 두 빛이 같은 레이저로부터 오게 하는 것이다. 프로브 광은 세기를 줄이기 위해 필터를 통과하는 펌핑 광의 반사된 부분에서 만들어진다.레이저의 진동수를 미세 조정하기 위해서, 압전변환기를 가지고 있고 공진구조를 조정할 수 있는 레이저 다이오드가 사용된다. 실제 원자에서 항상 두 개의 다른 에너지 레벨이 있다. 거의 레이저 진동수에 의해서 분리되는 그리고 그들중 조금의 에너지 공간은 아주 작을 수 있다.(e.g. 흥분 상태의 알칼리 원자는 초미세 구조 때문에 수백 메가 헤르츠로 분리되어 나뉜다.) 이 새로운 공명 때문에 크로스오버 공명 말고도 다른 움푹 파인 부분의 환영이 생긴다.